# 上马镇 (抚顺县)
上马镇是中华人民共和国辽宁省抚顺市抚顺县下辖的一个镇。
2013年8月5日，辽宁省人民政府批复同意撤销上马乡设立上马镇。

## 行政区划
上马镇下辖以下村级行政区划单位：
温道村、塔二丈村、洋湖村、下马村、上马村、西古家村、四家子村、姚家村、台沟村、李家村、油房村、窖沟村、竖碑村、苍什村、坎木村、赵家村和上通什村。